# مرگ بر آمریکا

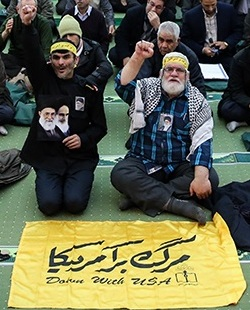
حمیدرضا احمدآبادی سمت چپ در نماز جمعه تهران با پرچم مرگ بر آمریکا

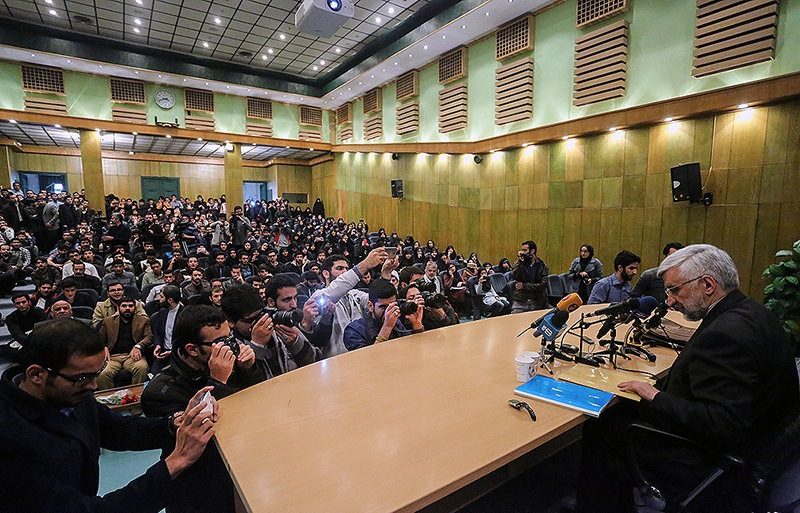
همایش «زنده باد مرگ بر آمریکا» در دانشگاه تهران

مرگ بر آمریکا یک شعار سیاسی است که توسط جمهوری اسلامی ایران در گردهمایی‌ها و راهپیمایی‌ها مورد استفاده قرار می‌گیرد. برخی گروه‌های سیاسی-مذهبی مانند انصارالله یمن، حزب‌الله لبنان و کتائب حزب‌الله عراق نیز با الهام‌گیری از جمهوری اسلامی ایران از این شعار استفاده می‌کنند. این شعار اولین بار در زمان انقلاب سال ۵۷ ایران و سال‌های پس از آن، با تأثیرپذیری از روح‌الله خمینی رواج یافت.
پس از خمینی مقامات ایران، همانند علی اکبر محتشمی شعار «مرگ بر آمریکا» را «سیاست خارجه ایران» اعلام کردند. سید علی خامنه‌ای خطاب به مردم ایران و رسانه‌ها اعلام کرد: «کسی مرگ بر آمریکا را به ملت ایران یاد نداد، مرگ بر آمریکا از اعماق جان یکایک مردم برآمد و این خواست همه ملت ایران و خاور میانه است.»
این شعار علاوه بر ایران، در تظاهرات کشورهای افغانستان، پاکستان، عراق و سریلانکا نیز دیده شده‌است.

## دلایل استفاده
از دلایلی که طرفداران نظام جمهوری اسلامی ایران برای استفاده از این شعار یاد می‌کنند می‌توان به نقش داشتن آمریکا در کودتا ۲۸ مرداد برای برکناری دولت مصدق و بهره بردن از نفت ایران، بزرگ‌ترین سرمایه کشور اشاره کرد. از دیگر دلایلی که می‌توان گفت حمایت همه‌جانبه آمریکا از صدام در طول جنگ ایران و عراق، ورود نظامی به طبس با هدف حمله نظامی به ایران تحت عنوان عملیات پنجه عقاب، اصابت موشک آمریکایی به هواپیمای مسافربری شماره ۶۵۵ ایران ایر، ترور شخصیت‌های هسته‌ای ایران و دست درازی‌هایی در تاریخ معاصر به استقلال کشور به خیال طرفداران نظام جمهوری اسلامی ایران و در سال‌های اخیر به شکل خرابکاری یاد کرد. حکومت ایران معتقد است که پیامدهای انتخابات ریاست جمهوری دهم ایران و خیزش ۱۴۰۱ ایران با طرفداری و برنامه‌ریزی همه‌جانبه ایالات متحده آمریکا اتفاق افتاده‌است و هدف آمریکا ضربه به استقلال و فرهنگ کشور ایران است
حکومت ایران و هوادارانش حتی ایالات متحده آمریکا را به خاطر انجام عملیات آذرخش کبود و ترور قاسم سلیمانی محکوم می‌کنند و به دنبال گرفتن انتقام از دونالد ترامپ هستند. به گونه‌ای که پس از ترور نافرجام ترامپ، برخی انگشت اتهام را به‌سوی ایران گرفتند.

## در ایران
در جمهوری اسلامی ایران روزی برای گرامیداشت حمله به سفارت آمریکا در تهران، تحت عنوان «تسخیر لانه جاسوسی» در نظر گرفته شده، که به آن «روز مبارزه با استکبار جهانی» گفته شده‌است. در مدارس ایران نیز شعار مرگ بر آمریکا مرسوم است. بر اساس نوشتهٔ مجلهٔ پلیتیکو، پس از حملات ۱۱ سپتامبر سال ۲۰۰۱، درحالی‌که شعار «مرگ بر آمریکا» تا پیش از آن همیشه مرسوم بود، سید علی خامنه‌ای سر دادن این شعار در نماز جمعه تهران را به‌طور موقت، متوقف نمود.
در ۲۱ مارس ۲۰۱۵، خامنه‌ای، هنگام سخنرانی در یک تجمع عمومی در ایران، در تعطیلات نوروز، سال نوی فارسی، عبارت «مرگ بر آمریکا» را فریاد زد. خامنه ای در بیانیه ای که در تاریخ ۳ نوامبر ۲۰۱۵ در وب سایت خود منتشر کرد، گفت: «ناگفته نماند که شعار به معنای مرگ بر ملت آمریکا نیست؛ این شعار به معنای مرگ بر سیاست‌های آمریکا، مرگ بر استکبار است.»
در ۲۳ ژوئن ۲۰۱۷، در روز قدس، معترضان شعارهای «مرگ بر آمریکا» و «مرگ بر اسرائیل» سر دادند. در ۲۵ آوریل ۲۰۱۸، ایران اعلام کرد که ایموجی «مرگ بر آمریکا» در یک برنامه پیام رسانی تولید داخل قرار می‌گیرد. پس از خروج دونالد ترامپ، رئیس‌جمهور آمریکا از توافق هسته ای با ایران، در ۹ مه ۲۰۱۸، پرچم آمریکا در پارلمان ایران در میان شعارهای مرگ بر آمریکا سوزانده شد.
در مراسم تشییع جنازه قاسم سلیمانی، شعار «مرگ بر آمریکا» از سوی بسیاری از عزاداران در سراسر بغداد، اسلام‌آباد، کراچی و بسیاری از شهرهای دیگر شنیده شد.

## دیگر استفاده‌کنندگان

### جنبش حوثی‌ها

شعار روی پرچم حوثی‌ها در یمن چنین است: «خدا بزرگ‌ترین است. مرگ بر آمریکا. مرگ بر اسرائیل. نفرین بر یهودیان، پیروزی از اسلام است.»

حامیان حزب‌الله، گروه شبه نظامی شیعه مستقر در لبنان که از نزدیک با ایران همسو هستند، مرتباً در تظاهرات خیابانی شعار مرگ بر آمریکا سر می‌دهند. یک هفته قبل از حمله آمریکا به عراق در ۲۰ مارس ۲۰۰۳، حسن نصرالله دبیرکل حزب‌الله اعلام کرد: «در گذشته، زمانی که تفنگداران دریایی در بیروت بودند، فریاد می‌زدیم «مرگ بر آمریکا» امروز که منطقه پر از صدها هزار سرباز آمریکایی است، «مرگ بر آمریکا!» بود، هست و خواهد ماند شعار ما.»
شعار حوثی‌ها، گروه شورشی شیعه در یمن که ایران نیز از آن حمایت می‌کند، «خدا بزرگ است، مرگ بر آمریکا، مرگ بر اسرائیل، نفرین بر یهودیان، پیروزی بر اسلام» است.

## تفسیر
دولتمردان جمهوری اسلامی ایران تأکید کرده‌اند که این شعار مربوط به دولت و سیاست‌های آمریکا است. سید علی خامنه‌ای رهبر ایران در روز جمعه ۱۹ بهمن ۱۳۹۷ در دیدار با افسران نیروی هوایی ارتش، با اشاره به شعار مرگ بر آمریکا، این شعار را متوجه سردمداران آمریکا و نه ملت آن دانست و گفت: «به حضرات آمریکایی بگویم: مرگ بر آمریکا یعنی مرگ بر ترامپ و جان بولتون و پمپئو. یعنی مرگ بر سردمداران آمریکا که در این دوره این افراد هستند… یعنی مرگ بر شما عده معدودی که این کشور را اداره می‌کنید؛ ما با ملت آمریکا کاری نداریم.» خامنه‌ای به مناسبت گروگان‌گیری در سفارت ایالات متحده آمریکا در ۱۳ آبان نیز اعلام کرد:
معلوم هم هست که مراد از «مرگ بر آمریکا»، مرگ بر ملّت آمریکا نیست، ملّت آمریکا هم مثل بقیّهٔ ملّتها [هستند]، یعنی مرگ بر سیاستهای آمریکا، مرگ بر استکبار؛ معنایش این است. این دارای پشتوانهٔ عقلانی است؛ قانون اساسی ما به این ناطق است، تفکّرات اصولی و عمیق و منطقی بر این ناطق است و این را برای هر ملّتی که تشریح بکنیم، آن را می‌پسندند و می‌پذیرند و قبول می‌کنند.
از سوی دیگر، بسیاری شعار مرگ بر آمریکا را یک پدیدهٔ آمریکاستیز دانسته و برخی آمریکایی‌ها با استناد به آن، اسلام‌گرایان را جنگ طلب و موافق با خونریزی می‌دانند.
حسین الحمران، رئیس روابط خارجی انصارالله (حوثی‌ها) می‌گوید: «در مورد کلمات» مرگ بر آمریکا «منظور ما سیاست آمریکا است نه مردم آمریکا». علی البخیتی، سخنگوی سابق و چهره رسمی رسانه ای حوثی‌ها، گفته‌است: «ما واقعاً مرگ کسی را نمی‌خواهیم. این شعار صرفاً علیه دخالت آن دولتها [یعنی ایالات متحده و اسرائیل]».
حسن روحانی، رئیس‌جمهور ایران نیز تفسیر لغوی این شعار را رد کرده و اظهار داشت که این شعار به منظور ابراز مخالفت با سیاست‌های مداخله جویانه آمریکا است تا نفرت از مردم آمریکا.

## حذف شعار مرگ بر آمریکا
بعد از انتخابات ۹۲ برخی از گروه‌های سیاسی با توجه به مذاکرات هسته‌ای ایران خواستار حذف شعار آمریکا شدند، از جمله اکبر هاشمی رفسنجانی، گفته بود که روح‌الله خمینی، بنیان‌گذار جمهوری اسلامی، در اواخر دوران زندگانی خود قصد حذف این شعار را داشت. در باب برخورد دوگانهٔ ایرانیان با آمریکاییان (شعار دادن مرگ بر آمریکا از یک سو، و محبوب شمردن مردم و زندگی در آمریکا از سوی دیگر) متون زیادی به رشته تحریر درآمده‌است. با وجود سر داده شدن این شعار در دوران خمینی و سالهای پس از آن، از جمله در زمان ریاست جمهوری محمد خاتمی (با وجود مخالفت شخص خاتمی با اینگونه شعار دادن)، در دوران محمود احمدی‌نژاد نیز این شعار بیش از پیش به وفور دیده می‌شود.
از نتایج سعی در ترویج این شعار در میان ملت‌های مسلمان دیگر، می‌توان به واقعه برخورد با حجاج ایرانی در مناسک حج سال ۱۹۸۱ و ۱۹۸۷ اشاره کرد که در آن چندین زائر ایرانی در هنگام شعار دادن مرگ بر آمریکا در مراسم حج، و تحت لوای «برائت از مشرکین» در عربستان سعودی توسط پلیس سعودی کشته یا دستگیر شدند. با این وجود اغلب اصول گرایان حذف این شعار را مردود می‌دانند که از جمله این افراد می‌توان به سیدعلی خامنه‌ای و سید احمد خاتمی اشاره کرد.